# Meridiano 61 E
O meridiano 61 E é um meridiano que, partindo do Polo Norte, atravessa o Oceano Ártico, Europa, Ásia, Oceano Índico, Oceano Antártico, Antártida e chega ao Polo Sul. Forma um círculo máximo com o Meridiano 119 W.
Começando no Polo Norte, o meridiano 61º Este tem os seguintes cruzamentos:
| País, território ou mar | Notas                                                         |
| ----------------------- | ------------------------------------------------------------- |
| Oceano Ártico           |                                                               |
| Rússia                  | Ilha La Ronciere e Ilha Wilczek, Terra de Francisco José      |
| Oceano Ártico           | Mar de Barents                                                |
| Rússia                  | Ilha Severny, Nova Zembla                                     |
| Oceano Ártico           | Mar de Kara                                                   |
| Rússia                  |                                                               |
| Cazaquistão             | Cerca de 4 km                                                 |
| Rússia                  |                                                               |
| Cazaquistão             | Cerca de 6 km                                                 |
| Rússia                  |                                                               |
| Cazaquistão             |                                                               |
| Rússia                  | Cerca de 14 km                                                |
| Cazaquistão             |                                                               |
| Rússia                  |                                                               |
| Cazaquistão             |                                                               |
| Uzbequistão             |                                                               |
| Turquemenistão          |                                                               |
| Irão                    |                                                               |
| Afeganistão             |                                                               |
| Irão                    |                                                               |
| Afeganistão             | Cerca de 19 km                                                |
| Paquistão               | Cerca de 12 km                                                |
| Irão                    |                                                               |
| Oceano Índico           |                                                               |
| Oceano Antártico        |                                                               |
| Antártida               | Território Antártico Australiano, reivindicado pela Austrália |